# Roman Koutouzov
Pour les articles homonymes, voir Koutouzov (homonymie).
Roman Vladimirovitch Koutouzov (en russe : Роман Владимирович Кутузов), né le 16 février 1969 et mort le 5 juin 2022 à Mykolaïvka, près de Popasna, est un officier russe, major général, tué lors de l'invasion de l'Ukraine.

## Biographie
Lorsque Roman Koutouzov est colonel, il commande le 38e régiment de communications séparé des forces aéroportées russes (unité militaire 54164).
En 2017, Roman Koutouzov est le commandant par intérim de la 5e armée combinée.
En 2019, il est commandant par intérim de la 29e armée combinée.
En 2020, Roman Koutouzov est le chef d'état-major de la 29e armée combinée.
Roman Koutouzov est tué le 5 juin 2022 à Mykolaïvka,  près de Lyssytchansk, en Ukraine, alors qu'il commande le 1er corps d'armée de la république populaire de Donetsk. Les informations faisant état de sa mort proviennent des chaînes russes des blogueurs Telegram et sont confirmées par les médias d'État russes,.